# Abás El Fasi
Abás El Fasi (en árabe: عباس الفاسي nacido el 18 de septiembre de 1940) es un político marroquí, nombrado primer ministro el 19 de septiembre de 2007. El Fasi, miembro del Partido Istiqlal, sustituyó a Driss Jettou.

## Biografía
El Fasi nació en Berkane. Fue ministro de Vivienda de 1977 a 1981, de Artesanía y Asuntos Sociales de 1981 a 1985, embajador en Túnez y en la Liga Árabe de 1985 a 1990, embajador en Francia de 1990 a 1994, y ministro de Empleo, Formación Profesional, Desarrollo Social y Solidaridad de 2000 a 2002. Después fue ministro de Estado hasta 2007. El Rey de Marruecos, Mohammed VI designó a El Fasi como primer ministro el 19 de septiembre de 2007, después de la victoria de su partido, el Istiqlal en las elecciones parlamentarias que tuvieron lugar el 7 de septiembre.